# Омічний контакт
Омі́чний конта́кт — контакт між металом і напівпровідником або двома напівпровідниками, що характеризується симетричною лінійною вольт-амперною характеристикою.
Омічні контакти мають велике значення у напівпровідниковій технології, оскільки вони застосовуються для підведення струму до діодів і транзисторів.
При використанні як провідників металів із великою роботою виходу (наприклад, золота) для покращення властивостей контакту, приповерхневу область напівпровідника легують високою концентрацією домішок, зменшуючи розміри області збіднення до таких значень, коли можливе тунелювання носіїв заряду крізь неї. Такі області зазвичай позначають p+ або n+.